# Сироты СПИДа

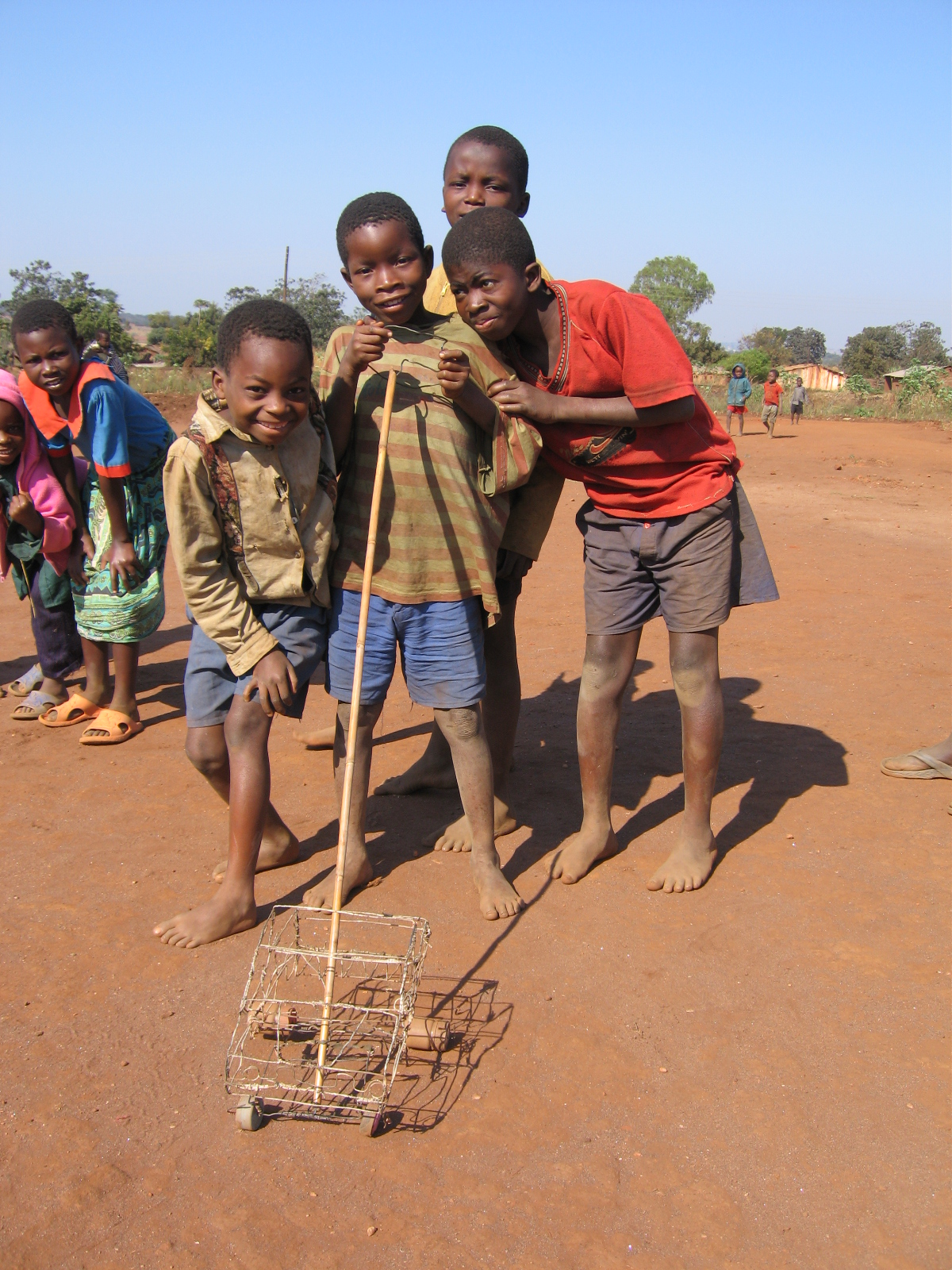
Сироты СПИДа в Малави

Сирота СПИДа — это ребёнок, ставший сиротой, в результате того, что один или оба его родителя скончались в результате этой болезни.
В статистике программы ООН по СПИДу (UNAIDS), Всемирной организации здравоохранения и ЮНИСЕФ, это определение используется для детей, чья мать умерла до исполнения ему 15 лет, вне зависимости от того, жив отец или нет. В результате такого деления статистика показывает, что у 80 % таких детей, по крайней мере, жив один из родителей.
Каждый год сиротами СПИДа становятся около 70000 детей. Таким образом, к 2010 году сиротами СПИДа станут примерно 20 миллионов детей.
Поскольку СПИД в основном опасен для сексуально активных людей, поэтому в основном является причиной смерти работоспособного населения, заработок которого — единственное средство выживания семьи. В результате чего сироты СПИДа попадают в острую зависимость от финансовой поддержки государства, особенно в Африке.
Наибольшее количество сирот СПИДа на 2007 год приходилось на Южную Африку (однако сирота СПИДа в Южной Африке — это ребёнок, не достигший 18-и лет и потерявший хотя бы одного родителя из-за СПИДа). В 2005 году наибольшее отношение числа Сирот СПИДа к общему числу сирот зарегистрировано в Зимбабве.